# Le Nouveau Jouet
Pour plus de détails, voir Fiche technique et Distribution.
Le Nouveau Jouet est un film français réalisé par James Huth et sorti en 2022. Il s'agit d'un remake du film Le Jouet (1976) de Francis Veber.

## Synopsis
Sami Chérif (Jamel Debbouze) est un homme paresseux, qui vit en marge du système, dans une cité en banlieue parisienne, partagé entre ses amis d'enfance et sa compagne Alice (Alice Belaïdi). Cette dernière attend leur premier enfant. C'est pour cela que Sami est contraint d'accepter un emploi d'agent de sécurité de nuit dans un grand magasin. De son côté, Philippe Étienne (Daniel Auteuil) est un homme d’affaires, héritier de la dynastie Étienne, l'un des plus riches de France. Depuis le décès de sa femme, survenu un an plus tôt, cet homme assez froid se concentre sur son travail. Il demeure assez discret dans ses sentiments. Son fils unique, Alexandre, s'est lui aussi éloigné de son père. Solitaire, il s'est réfugié dans un monde imaginaire. C'est aussi un enfant gâté. Pour son anniversaire, Philippe fait privatiser le rayon jouets du grand magasin. Alors qu'il peut choisir n'importe quoi, Alexandre n'en veut qu'un seul : Sami. Rien ne peut le faire démordre de son choix.

## Fiche technique
Sauf indication contraire, les informations mentionnées dans cette section peuvent être confirmées par les bases de données cinématographiques IMDb et Allociné,  présentes dans la section « Liens externes ».
- Titre original : Le Nouveau Jouet
- Réalisation : James Huth
- Scénario : James Huth et Sonja Shillito, d'après Le Jouet de Francis Veber
  - Adaptation et dialogues : James Huth, Sonja Shillito et Jamel Debbouze
  - Collaboration : Mohamed Hamidi
- Musique : Goodwing & Foltz
- Décors : Stéphane Makedonsky
- Costumes : Camille Jambon
- Photographie : Stéphane Le Parc
- Montage : Dorian Rigal-Ansous
- Production : Richard Grandpierre
  - Production déléguée : Frédéric Doniguian
  - Production associée : Laine R. Kline et Muriel Sauzay
- Société de production : Eskwad
- Sociétés de distribution : Sony Pictures Releasing France (France), Wild Bunch (international)
- Budget : 12 500 000 €[1]
- Pays de production :  France
- Langue originale : français (et quelques répliques en arabe)
- Format : couleur - 2,39:1
- Genre : comédie
- Durée : 112 minutes
- Dates de sortie[2] :
  - France : 19 octobre 2022
  - Canada : 24 février 2023

## Distribution
Sauf indication contraire, les informations mentionnées dans cette section peuvent être confirmées par les bases de données cinématographiques IMDb et Allociné,  présentes dans la section « Liens externes ».
- Jamel Debbouze : Sami Chérif, alias « Gunther » pour Alexandre
- Daniel Auteuil : Philippe Étienne
- Simon Faliu : Alexandre Étienne, fils de Philippe
- Alice Belaïdi : Alice, compagne de Sami
- Anna Cervinka : Léa
- Aton : Milo, le garde du corps
- Laurent Saint-Gérard : Henri, le chauffeur
- Salim Kissari : Jean-Louis, le majordome
- Lucia Sanchez : Ana Maria, la domestique
- Dorylia Calmel : Stef
- Atmen Kélif : Moussa
- Redouanne Harjane : Nono, frère d'Alice
- Gilles Cohen : André Pouzier, directeur des Galeries Lafayette
- Mahdi Alaoui : Az
- Guillaume Bursztyn : Lucien, un des jardiniers
- Nicky Marbot : Paul, un des jardiniers
- Hervé Falloux : un cadre
- Lionel Rosso : le reporter
- Jeanne Bournaud : la présentatrice du journal télévisé
- Fatima Debbouze[3] : Mme Belkassem, la cliente du marché
- Vivien Gottwald : Garde du corps remplaçant son chef au château

## Production
En octobre 2020, il est annoncé que la société de production Eskwad prépare un remake du film Le Jouet (1976) écrit et réalisé par Francis Veber. James Huth est annoncé comme réalisateur de cette nouvelle version. Jamel Debbouze et Daniel Auteuil sont annoncés dans les rôles principaux quelques mois plus tard. Les deux acteurs, qui sont voisins à Paris, voulaient depuis longtemps tourner ensemble.

### Tournage
Le tournage débute le 25 août 2021. Il a notamment lieu à Stains en Seine-Saint-Denis et à Gonesse dans le Val-d'Oise. Il se termine début novembre 2021.

## Accueil

### Accueil critique
En France, le site Allociné propose une note de 3,5⁄5, à partir de l'interprétation de 16 critiques de presse.
La presse est globalement enthousiaste et positive à l'égard du long-métrage de comédie au moment de sa sortie dans les salles françaises. Pour la rédaction de CNews, « s’il prend des allures de comédie sociale par moments avec en ligne de mire la lutte des classes, Le Nouveau Jouet reste avant tout un joli divertissement où il est question de paternité, de filiation et d’amour ».
Pour FranceInfo Culture : « L’entreprise est à la hauteur. Tout en respectant l’esprit du film de Francis Veber, James Huth creuse le contraste entre un grand patron richissime et un banlieusard modeste franco-marocain, selon les nouvelles donnes de l’époque ».
Pour le Journal du dimanche : « Portée par la mise en scène cartoonesque de James Huth, cette comédie familiale (un peu longue) fait s’affronter le monde d’« en haut » et le monde d’« en bas », épinglant les travers de l’un et de l’autre avec un même humour potache et une ironie toujours ludique ».
Pour le site Ecran Large, le critique s'est montré très déçu. Il résume sa critique ainsi : « La photographie maîtrisée et les gros moyens du Nouveau Jouet ne parviennent pas à faire oublier combien le film est à côté de la plaque, en tant que remake et en tant que produit de son temps. On ne saurait mieux déconseiller un remake qu'en disant que le modèle d'origine paraît plus contemporain dans ses effets de sens que sa "réactualisation", qui a de plus le toupet d'inverser les valeurs de son aîné et de tendre la patte aux puissants de l'histoire. ».

### Box-office
Pour son premier jour d'exploitation en France, Le Nouveau Jouet figure en troisième position du box-office des nouveautés en réalisant 36 082 entrées (dont 17 436 en avant-première), pour 495 copies, devant Belle et Sébastien : Nouvelle Génération (28 753) et derrière Le Pharaon, le Sauvage et la Princesse (43 138). Après une première semaine d'exploitation, le long-métrage de comédie réalise 271 139 entrées, se plaçant quatrième du box-office hebdomadaire derrière Simone, le voyage du siècle (355 869) et devant Belle et Sébastien - nouvelle génération (179 709).
En deuxième semaine, Le Nouveau Jouet engrange 263 862 entrées pour une sixième place au box-office hebdomadaire, place qu'il conserve la semaine suivante avec 199 366 entrées supplémentaire, derrière Novembre (225 451) et devant Belle et Sébastien : Nouvelle Génération (159 113),. En quatrième semaine, le long-métrage engrange 89 164 entrées supplémentaires pour une huitième place au box-office, derrière Novembre (142 962) et devant La Conspiration du Caire (84 553).
| Pays ou région | Box-office      | Date d'arrêt du box-office | Nombre de semaines |
| -------------- | --------------- | -------------------------- | ------------------ |
| France         | 903 309 entrées | 13 décembre 2022           | 8                  |
| Total mondial  | 5 600 000 $     | -                          | -                  |